# Montsec (Dordonya)
|  | Aquest article tracta sobre la població de la Dordonya. Vegeu-ne altres significats a «Montsec». |

Mont Sec (en francès Monsec) és un municipi francès situat al departament de la Dordonya i a la regió de la Nova Aquitània.

## Demografia
| 1962                                       | 1968 | 1975 | 1982 | 1990 | 1999 | 2007 |
| ------------------------------------------ | ---- | ---- | ---- | ---- | ---- | ---- |
| 218                                        | 203  | 181  | 168  | 167  | 153  | 175  |
| Des de 1962: població sense dobles comptes |      |      |      |      |      |      |

## Administració
| Període | Identitat       | Partit |
| ------- | --------------- | ------ |
| 1995-   | Jean-Paul Couvy | PS     |